# من أجل ابنه
من أجل ابنه (بالإنجليزية: For His Son) هو فيلم أبيض وأسود درامي صامت أمريكي صدر عام 1912 من إخراج ديفيد غريفيث وبطولة بلانش سويت. تم تصوير الفيلم في فورت لي، نيو جيرسي عندما كانت شركة بيوغراف وغيرها من استوديوهات الأفلام المبكرة في صناعة الأفلام الأمريكية الأولى متمركزة هناك في بداية القرن العشرين. توجد نسخة سليمة من هذا الفيلم.

## طاقم التمثيل
- تشارلز هيل مايلز في دور الأب، وهو طبيب
- تشارلز ويست في دور الابن
- بلانش سويت في دور خطيبة الابن
- ويليام بيكتل في دور في المنصب
- دوروثي برنارد في دور السكرتيرة
- دبليو. كريستي كابان في دور أحد أصدقاء الابن / في نافورة الصودا
- إدوارد ديلون في دور شخص جهاز نافورة الصودا
- إيدنا فوستر في دور شخص جهاز نافورة الصودا
- روبرت هارون في دور شخص جهاز نافورة الصودا
- ديل هندرسون في المكتب
- جريس هندرسون في دور صاحبة المنزل
- هاري هايد في دور أحد أصدقاء الابن
- جيه جيكيل لانوي في دور شخص جهاز نافورة الصودا
- ألفريد باجيت في المكتب
- جوس بيكسلي في دور شخص جهاز نافورة الصودا
- والتر تشارلز روبنسون في دور شخص جهاز نافورة الصودا
- ينز سيبوري في دور شخص جهاز نافورة الصودا (في دور إينيز سيبوري)
- كيت تونكراي في دور شخص جهاز نافورة الصودا

## روابط خارجية
- من أجل ابنه  في قاعدة بيانات الأفلام على الإنترنت (بالإنجليزية)